# Oprostovice
Oprostovice jsou obec ležící v okrese Přerov. Žije zde 84 obyvatel.

## Název
Jméno vesnice bylo odvozeno od osobního jména Oprosta (jehož základem bylo sloveso oprostiti se) a jeho význam byl "Oprostovi lidé".

## Historie
První písemná zmínka o obci pochází z roku 1368.

## Pamětihodnosti
- Kaple Panny Marie z 18. století

## Galerie

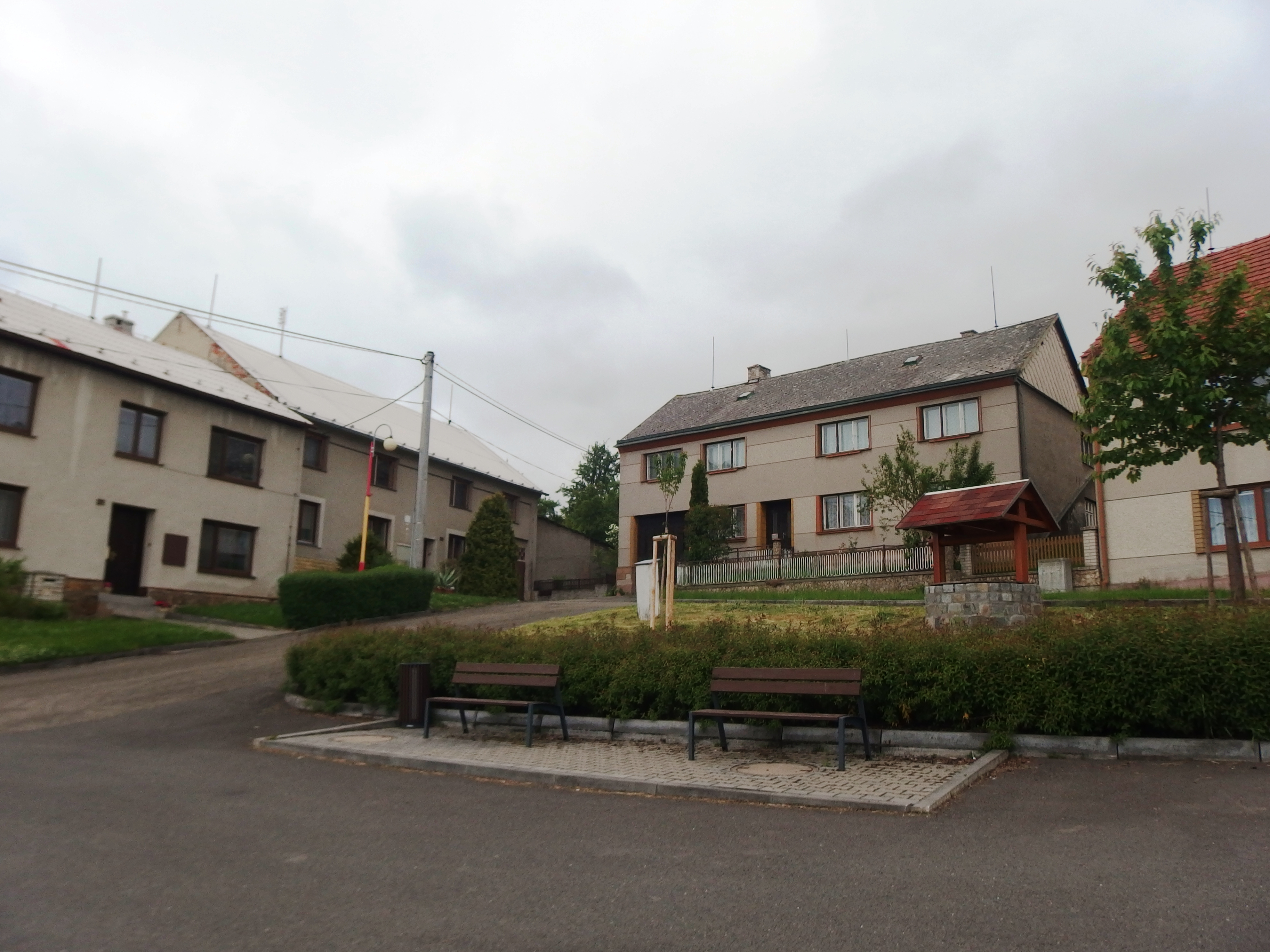
Horní část návsi
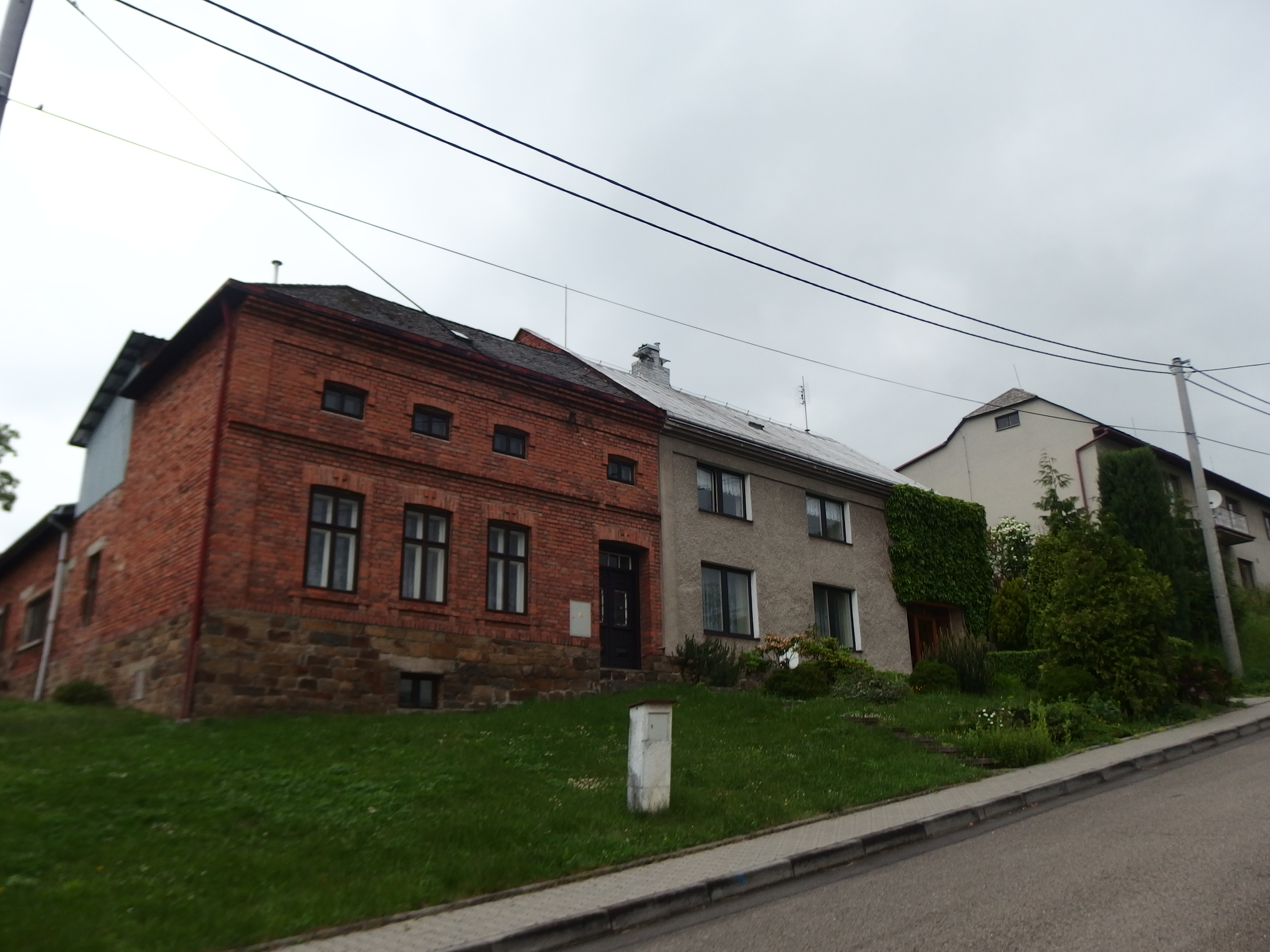
Domy na návsi
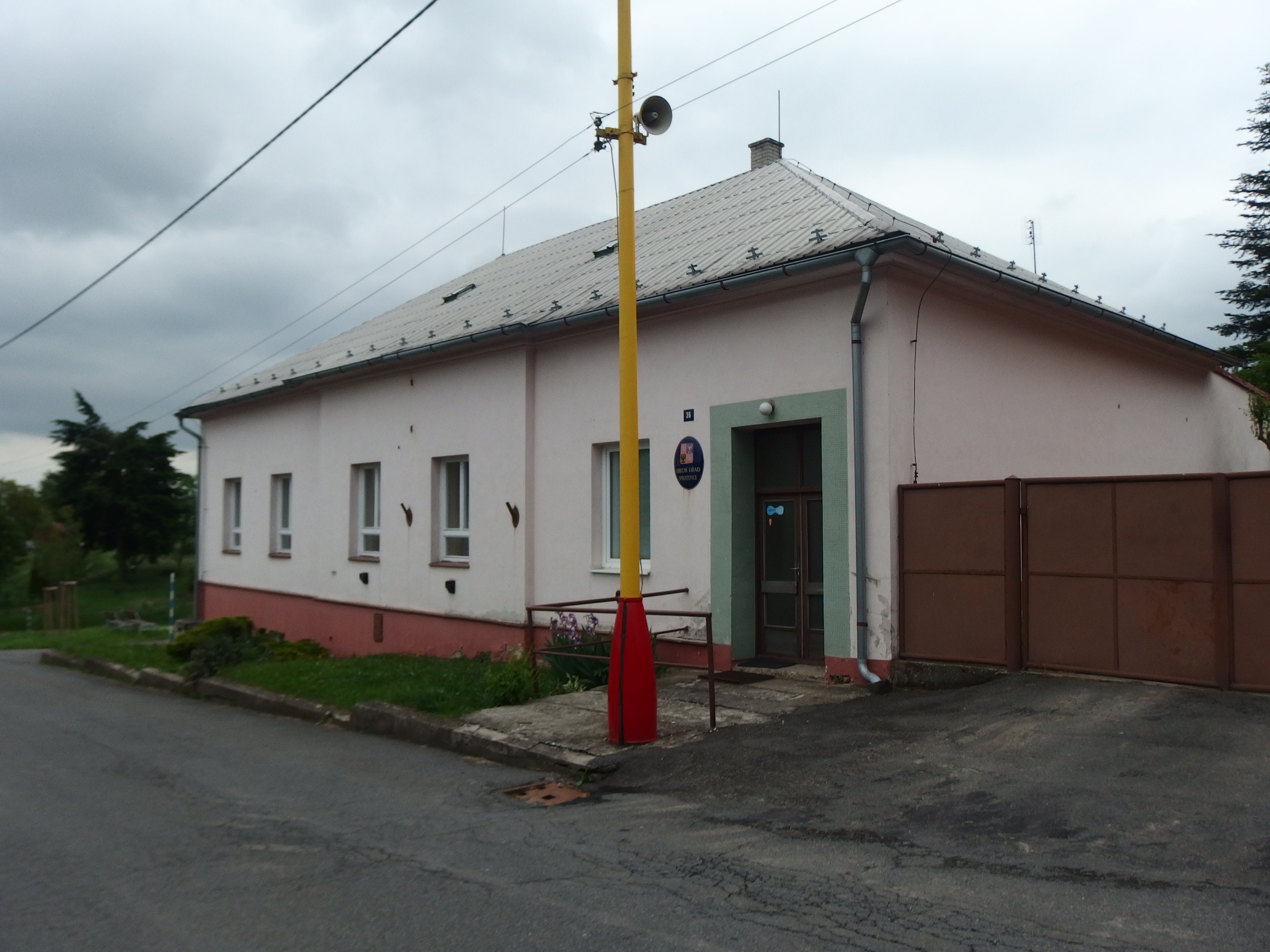
Obecní úřad
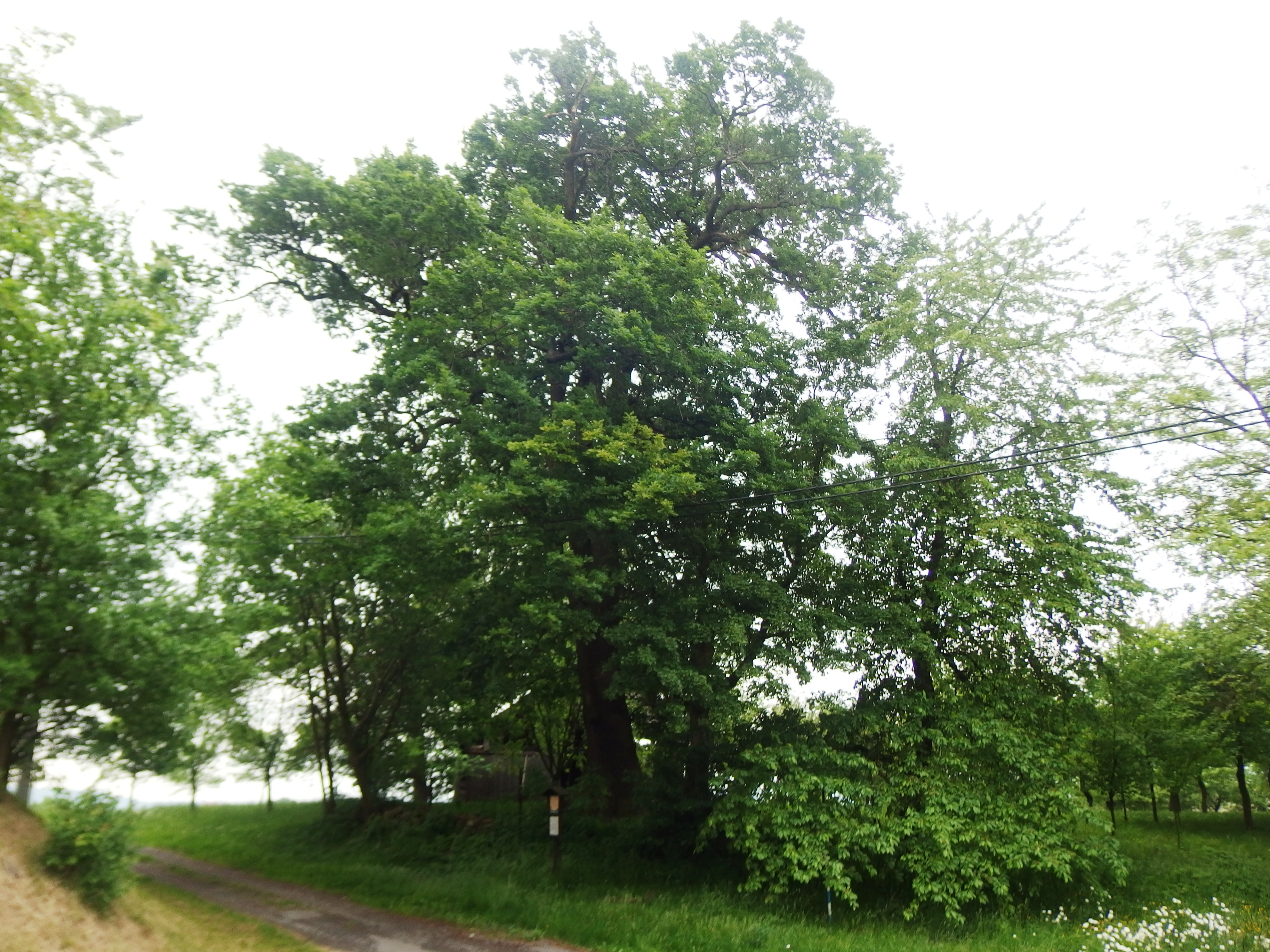
Chráněný dub